# David Duchovny
David William Duchovny (New York, 7 agosto 1960) è un attore, regista, scrittore e cantautore statunitense.
Ha raggiunto il successo grazie all'interpretazione del detective Fox Mulder nella serie televisiva X-Files e dello scrittore Hank Moody in Californication, che gli hanno fatto vincere in entrambi i casi un Golden Globe.

## Biografia

### Origini e formazione
Figlio di Amram Duchovny (1927-2003), un pubblicista figlio di ebrei immigrati negli Stati Uniti dall'Ucraina, e di Margaret Miller, insegnante scozzese di religione luterana, si laurea in letteratura inglese alla prestigiosa Università di Princeton. Durante la sua permanenza a Princeton divenne membro del Charter Club, uno degli eating club dell'università, mentre la sua tesi fu su: The Schizophrenic critique of pure reason in Becket's early novels.
Ha conseguito un Master of Arts in Letteratura Inglese presso l'Università di Yale e successivamente ha iniziato a lavorare ad un dottorato in filosofia, senza però portarlo a termine. Il titolo della sua tesi di dottorato, rimasta incompiuta, era "Magia e tecnologia nella poesia contemporanea e prosa". A Yale, era un allievo del famoso critico letterario Harold Bloom. Ha provato anche a scrivere per il cinema, ma senza successo.

### Carriera
Nel 1987 appare in una pubblicità della birra Löwenbräu, mentre l'anno successivo ha un ruolo minore in Una donna in carriera. Nel 1990 ottiene un ruolo ricorrente nella serie cult I segreti di Twin Peaks. Nel 1991 partecipa al film Sacrificio fatale. Nel 1992 ottiene il ruolo di narratore/protagonista nel serial soft-core Red Shoe Diaries e l'anno successivo recita nel film Charlot, in un ruolo secondario. Nello stesso anno ottiene il ruolo da protagonista in Kalifornia, accanto agli astri nascenti Brad Pitt e Juliette Lewis. Nel 1993 arriva al successo grazie alla serie televisiva X-Files, in cui interpreta il ruolo di Fox Mulder, un agente dell'FBI alle prese con casi paranormali. David resta nel cast fino al 2001, anno in cui abbandona il ruolo per dispute contrattuali apparendo poi soltanto nel finale di serie del 2002.
Nel 1997 David partecipa al The Larry Sanders Show esibendosi in alcune parodie di Sharon Stone, nella famosa scena dell'interrogatorio di Basic Instinct, e di Hannibal Lecter. Nel 1995 e nel 1998 è ospite del Saturday Night Live.
Nel 2000 recita nella commedia romantica Return to Me accanto a Minnie Driver, mentre l'anno dopo è in Zoolander con Ben Stiller e in Evolution con Seann William Scott. Nel 2004 debutta alla regia nella pellicola House of D - Il mio amico speciale. È comparso in due puntate de I Simpson: Springfield Files, assieme alla collega Gillian Anderson e Missionario impossibile nei panni dei personaggi protagonisti di X-Files. Nel 2007 è tornato alla ribalta con il serial televisivo Californication, in cui interpreta il ruolo dello scrittore Hank Moody. Per questo ruolo, ha ricevuto il Golden Globe come "Migliore attore per una serie brillante". Dal 2015 al 2016 è stato il protagonista della serie Aquarius, mentre sempre nel 2016 è tornato a rivestire i panni dell'agente Fox Mulder nella nuova stagione di X-Files. Nel 2021 partecipa alla serie La direttrice, interpretando sé stesso. 

## Vita privata
Si è sposato il 6 maggio 1997 con l'attrice Téa Leoni, dalla quale ha avuto due figli: Madelaine West (1999) e Kyd Miller (2002). La coppia si è separata nel 2011 e ha ufficialmente divorziato nel 2014.
Tifoso dei New York Knicks, Duchovny è vegetariano, pratica yoga ed è ambientalista. Inoltre è appassionato di tecnologia dei veicoli elettrici; ha fatto un'apparizione al Tribeca Film Festival 2011 a sostegno del film Revenge of the Electric Car. 

## Filmografia

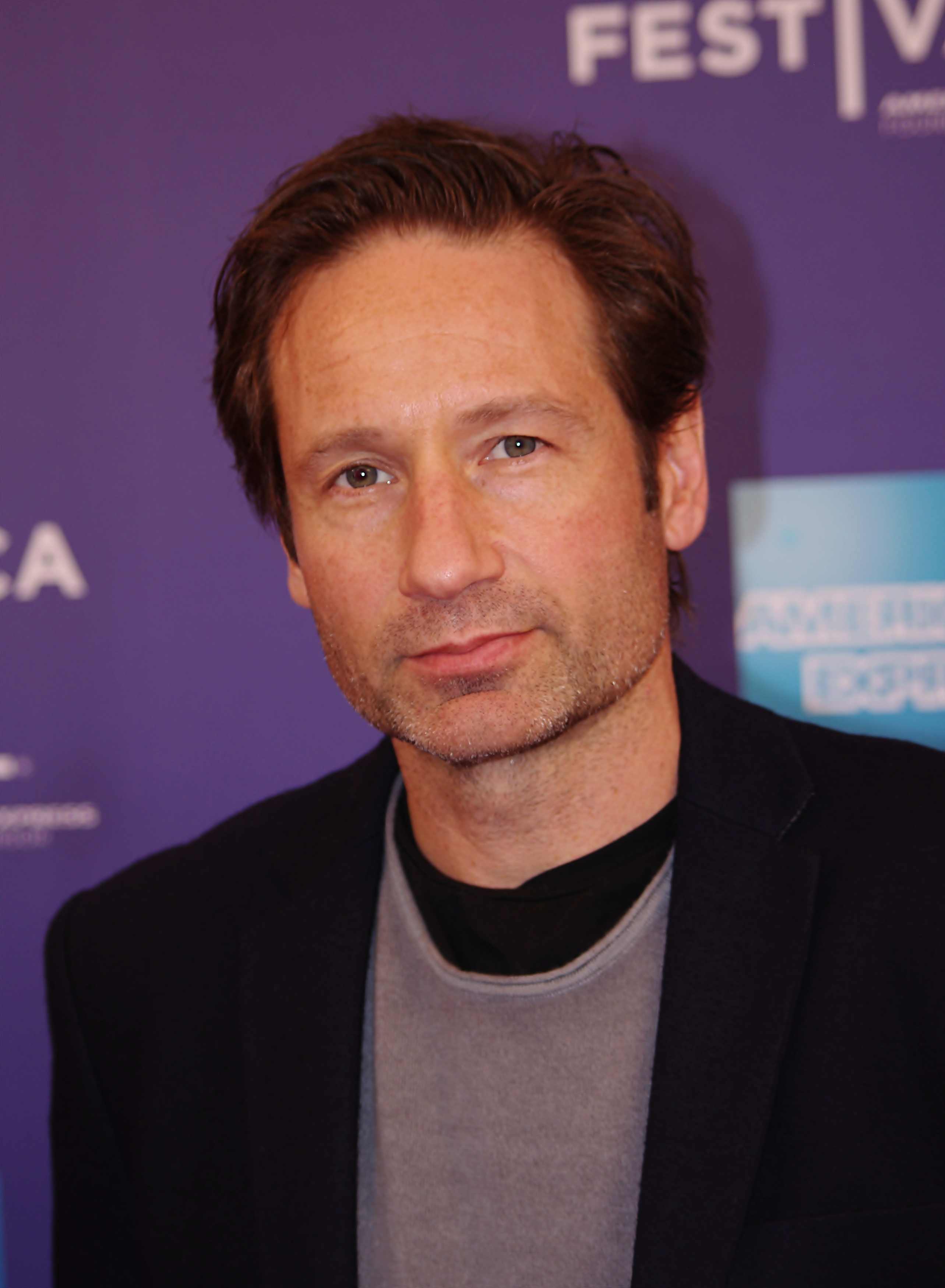
David Duchovny al Tribeca Film Festival 2011

### Attore

#### Cinema
- Una donna in carriera (Working Girl), regia di Mike Nichols (1988)
- Le prime immagini dell'anno nuovo (New Year's Day), regia di Henry Jaglom (1989)
- Denial, regia di Erin Dignam (1990)
- Cattive compagnie (Bad Influence), regia di Curtis Hanson (1990)
- Giulia ha due amanti (Julia Has Two Lovers), regia di Bashar Shbib (1991)
- ...non dite a mamma che la babysitter è morta! (Don't Tell Mom the Babysitter's Dead), regia di Stephen Herek (1991)
- Sacrificio fatale (The Rapture), regia di Michael Tolkin (1991)
- Ruby - Il terzo uomo a Dallas (Ruby), regia di John Mackenzie (1992)
- Beethoven, regia di Brian Levant (1992)
- Venice/Venice, regia di Henry Jaglom (1992)
- Charlot (Chaplin), regia di Richard Attenborough (1992)
- Kalifornia, regia di Dominic Sena (1993)
- Playing God, regia di Andy Wilson (1997)
- X-Files - Il film (The X-Files: Fight the Future), regia di Rob Bowman (1998)
- Return to Me, regia di Bonnie Hunt (2000)
- Evolution, regia di Ivan Reitman (2001)
- Zoolander, regia di Ben Stiller (2001)
- Full Frontal, regia di Steven Soderbergh (2002)
- Connie e Carla (Connie and Carla), regia di Michael Lembeck (2004)
- House of D - Il mio amico speciale (House of D), regia di David Duchovny (2004)
- Uomini & donne (Trust the Man), regia di Bart Freundlich (2006)
- TV Set (The TV Set), regia di Jake Kasdan (2006)
- Noi due sconosciuti (Things We Lost in the Fire), regia di Susanne Bier (2007)
- Si j'étais toi, regia di Vincent Pérez (2007)
- X-Files - Voglio crederci (The X-Files: I Want to Believe), regia di Chris Carter (2008)
- The Joneses, regia di Derrick Borte (2009)
- Goats, regia di Christopher Neil (2012)
- Phantom, regia di Todd Robinson (2013)
- Più forte delle parole (Louder Than Words), regia di Anthony Fabian (2013)
- Il rito delle streghe (The Craft: Legacy), regia di Zoe Lister-Jones (2020)
- Nella bolla (The Bubble), regia di Judd Apatow (2022)
- The Estate, regia di Dean Craig (2022)
- You People, regia di Kenya Barris (2023)
- Cimitero vivente: le origini (Pet Sematary: Bloodlines), regia di Lindsey Anderson Beer (2023)
- What Happens Later, regia di Meg Ryan (2023)
- Il viaggio di Adam, regia di Irving Franco (2024)

#### Televisione
- I segreti di Twin Peaks (Twin Peaks) – serie TV, episodi 2x11-2x12-2x13 (1990-1991)
- Crimine d'amore (Baby Snatcher), regia di Joyce Chopra – film TV (1992)
- Orchidea selvaggia 3 (Red Shoe Diaries), regia di Zalman King – film TV (1992)
- Red Shoe Diaries – serie TV (1992-1996)
- X-Files (The X-Files) – serie TV, 188 episodi (1993-2002; 2016-2018) – Fox Mulder
- Space: Above and Beyond – serie TV, 1 episodio (1996)
- Millennium – serie TV, episodio 2x09 (1997) – non accreditato
- The Lone Gunmen – serie TV, episodio 1x13 (2001) – non accreditato
- Una mamma quasi perfetta (Life with Bonnie) – serie TV, episodi 1x02-1x10 (2002)
- Sex and the City – serie TV, episodio 6x10 (2003)
- Californication – serie TV, 84 episodi (2007-2014)
- Aquarius – serie TV, 26 episodi (2015-2016)
- Better Things – serie TV, 1 episodio (2016)
- Twin Peaks – serie TV, episodio 1x04 (2017)
- La direttrice (The Chair) – serie TV, episodio 1x05 (2021)
- Il simpatizzante (The Sympathizer), regia di Park Chan-wook, Fernando Meirelles e Marc Munden – miniserie TV, puntate 4-5-7 (2024)
- Storie Top Secret con David Duchovny (Secrets Declassified with David Duchovny) – serie TV, 10 episodi (2025)

### Doppiatore
- I Simpson – serie TV, episodio 8x10 (1997)
- X-Files Game - videogioco (1998)
- XIII - videogioco (2003)
- The X-Files: Resist or Serve - videogioco (2004)
- Area 51 - videogioco (2005)
- Queer Duck - Il film (Queer Duck: The Movie), regia di Xeth Feinberg

### Regista
- X-Files (The X-Files) – serie TV, 3 episodi (1999-2002)
- House of D - Il mio amico speciale (House of D; 2004)
- Bones – serie TV, 1 episodio (2006)
- Californication – serie TV, 6 episodi (2008-2014)
- Aquarius – serie TV, 1 episodio (2016)

## Discografia

### Album
- 2015 – Hell or Highwater[6]
- 2018 – Every third thought[7]
- 2021 – Gestureland

## Opere

### Libri
- David Duchovny, Porca Vacca [Holy Cow: A Novel], traduzione di Sara Sedehi, Milano, Bompiani, 2016, ISBN 978-88-452-8150-1.[8]
- (EN) David Duchovny, Bucky F*cking Dent, New York, Farrar, Straus and Giroux, 2016, ISBN 978-0-374-71476-5.[8]
- (EN) David Duchovny, Miss Subways: A Novel, New York, Farrar, Straus and Giroux, 2018, ISBN 978-0-374-71756-8.[9]
- (EN) David Duchovny, Truly Like Lightning: A Novel, New York, Farrar, Straus and Giroux, 2021, ISBN 978-0-374-27774-1.
- (EN) David Duchovny, The Reservoir: A Novella, New York, Akashic Books, 2022, ISBN 978-1-63614-044-5.

## Riconoscimenti
- Golden Globe
  - 1996 – Candidatura al miglior attore in una serie drammatica per X-Files
  - 1997 – Miglior attore in una serie drammatica per X-Files[1]
  - 1998 – Candidatura al miglior attore in una serie drammatica per X-Files
  - 1999 – Candidatura al miglior attore in una serie drammatica per X-Files
  - 2008 – Miglior attore in una serie commedia o musicale per Californication[1]
  - 2009 – Candidatura al miglior attore in una serie commedia o musicale per Californication
  - 2010 – Candidatura al miglior attore in una serie commedia o musicale per Californication
  - 2012 – Candidatura al miglior attore in una serie commedia o musicale per Californication

- Premio Emmy
  - 1997 – Candidatura al miglior attore in una serie drammatica per X-Files
  - 1997 – Candidatura al miglior guest actor in una serie commedia per The Larry Sanders Show
  - 1998 – Candidatura al miglior attore in una serie drammatica per X-Files
  - 2003 – Candidatura al miglior guest actor in una serie commedia per Una mamma quasi perfetta

- BAFTA
  - 2008 – Candidatura al Premio internazionale

- Screen Actors Guild Award
  - 1996 – Candidatura al miglior attore in una serie drammatica per X-Files
  - 1997 – Candidatura al miglior attore in una serie drammatica per X-Files
  - 1997 – Candidatura al miglior cast in una serie drammatica per X-Files
  - 1998 – Candidatura al miglior attore in una serie drammatica per X-Files
  - 1998 – Candidatura al miglior cast in una serie drammatica per X-Files
  - 1999 – Candidatura al miglior attore in una serie drammatica per X-Files
  - 1999 – Candidatura al miglior cast in una serie drammatica per X-Files
  - 2000 – Candidatura al miglior attore in una serie drammatica per X-Files
  - 2009 – Candidatura al miglior attore in una serie commedia per Californication

- People's Choice Awards
  - 1995 – Candidatura al miglior attore preferito in una serie TV sci-fi/fantasy per X-Files
  - 1996 – Candidatura al miglior attore preferito in una serie TV sci-fi/fantasy per X-Files
  - 1997 – Candidatura al miglior attore preferito in una serie TV sci-fi/fantasy per X-Files
  - 1998 – Candidatura al miglior attore preferito in una serie TV sci-fi/fantasy per X-Files

- Satellite Award
  - 1997 – Miglior attore in una serie drammatica per X-Files
  - 1998 – Candidatura al miglior attore in una serie drammatica per X-Files
  - 2008 – Candidatura al miglior attore in una serie commedia o musicale per Californication

- Saturn Award
  - 1997 – Candidatura al miglior attore in una serie televisiva per X-Files
  - 1998 – Candidatura al miglior attore in una serie televisiva per X-Files
  - 1999 – Candidatura al miglior attore in una serie televisiva per X-Files
  - 2016 – Candidatura al miglior attore in una serie televisiva per X-Files

## Doppiatori italiani
Nelle versioni in italiano delle opere in cui ha recitato, David Duchovny è stato doppiato da:
- Gianni Bersanetti in X-Files, Playing God, X-Files - Il film, Zoolander, Full Frontal, Connie e Carla, House of D - Il mio amico speciale, Californication, X-Files - Voglio crederci, Più forte delle parole, Better Things, Twin Peaks (2017), Il rito delle streghe, La direttrice, Nella bolla, The Estate, You People, Cimitero vivente: le origini
- Massimo De Ambrosis in Return to Me, Evolution, Noi due sconosciuti, The Joneses, Aquarius, Coincidenze d'amore
- Massimo Rossi in Crimine d'amore, Orchidea selvaggia 3
- Andrea Ward in Kalifornia, TV Set
- Gaetano Varcasia ne I segreti di Twin Peaks
- Pasquale Anselmo in ...non dite a mamma che la babysitter è morta!
- Enrico Di Troia in Sacrificio fatale
- Lorenzo Macrì in Beethoven
- Riccardo Rossi in Charlot
- Luciano Marchitiello in Red Shoe Diaries
- Claudio Capone in Sex and the City
- Roberto Pedicini in Uomini & donne
- Diego Sabre in Phantom
- Tony Sansone in Il viaggio di Adam

Nei prodotti a cui partecipa come doppiatore, è stato sostituito da:
- Gianni Bersanetti ne I Simpson, The X-Files: The Game
- Massimo De Ambrosis in Frasier
- Francesco Prando in XIII
- Federico Danti in Area 51